# کمال‌الدین فارسی

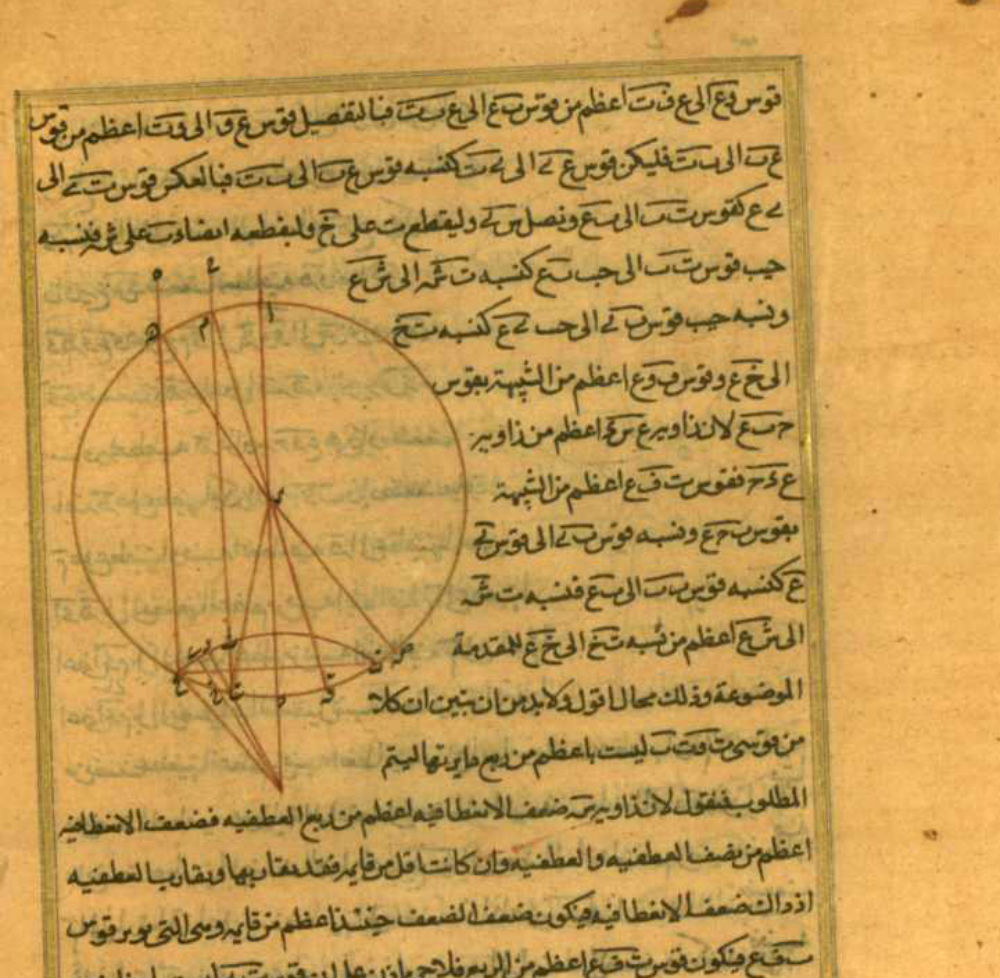
صفحه ای از کتاب تنقیح ال مناظر از کمال الدین فارسی

کمال‌الدین فارسی یا کمال الدین حسن بن علی بن حسن فارسی یا ابوحسن محمد بن حسن، زاده ۱۲۶۷ (میلادی) و درگذشته ۱۳۱۸ (میلادی)، دانشمند، ریاضی‌دان و فیزیک‌دان برجسته ایرانی در دوران طلایی اسلام بود. باستانی پاریزی با استناد به سیدجلال طهرانی وی را زاده پاریز می‌داند و هر دو او را کمال‌الدین فاریزی (پاریزی) گفته‌اند.
کمال‌الدین فارسی ریاضی‌دان و فیزیک‌دان برجسته ایرانی سهم عمده‌ای در گسترش نظریه اعداد و فیزیک نور داشته‌است. وی یکی از نخستین مهندسان و فیزیک‌دانان ایرانی است که نظریات مهندسی ابن هیثم پیشنهاددهنده ساختن سد اسوان- را تشریح کرده و بر آن تکمله نوشته است.
آثار کمال الدین فارسی در زمینه فیزیک نوری، زاده پرسش‌هایی بود که او در مورد بازتابش نور در ذهن داشت. کنکاش و مطالعه در کتاب فیزیک نوری اثر ابن هیثم، پیشنهادی سازنده از قطب الدین شیرازی به کمال الدین فارسی بود که او را در رسیدن به دستاوردهای علمیش کمک کرد. کتاب معروف او در علم فیزیک نور به نام تنقیح المناظر می‌باشد.
کمال الدین فارسی برای کسب دانش به سرزمین‌های مختلف مسافرت کرد. او روزگاری طولانی در اصفهان نزد ابن خوام (عبدالله بن محمد بن عبد الرزاق عماد الدین بغدادی) دانش ریاضیات را فراگرفت و اثر معروفش در این زمینه را که اساس القواعد فی اصول الفوائد نام داشت، عرضه کرد. او این کتاب را در توضیح رساله الفوائد البهائیه فی قواعد الحسابیهنوشته ابن خوام نوشته‌است. کمال الدین فارسی همچنین نزد قطب الدین شیرازی شاگردی کرده و دانش‌نویسه تنقیح المناظر را با رهنمودهای او و به اسم او خلق کرده‌است. کمال الدین فارسی از علوم جمال الدین صاعد بن محمد سغدی ترکستانی نیز بهره برده و کتاب البصائر فی اختصار تنقیح المناظر را به‌درخواست او و به اسم او نوشته و در رساله تنقیح المناظر، از او به عنوان استاد نام برده‌است.
ستاره شناسان نامداری مثل عماد الدین کاشانی و غیاث الدین جمشید کاشانی در آثار ایضاح المقاصد و مفتاح الحساب از کمال الدین فارسی به نیکی نام برده‌اند. کمال الدین فارسی در دانش فیزیک به دانش پرسپکتیو به خصوص به نورشناسی یا فیزیک اپتیک توجه خاصی نشان داده‌است و در دانش ریاضی به هندسه به خصوص به موضوعات وابسته به زوایا توجه داشته و پژوهش‌هایی دراین مورد داشته‌است.

کمال‌الدین فارسی در آثار خود نور را چنین تشریح کرده‌است:
نوری که از ماده درخشان ساطع می‌شود، حقیقتاً از جنس گرما و آتش می‌باشد، چون اگر نور خورشید را به آیینه کاو بتابانیم، در یک نقطه متمرکز شده و اگر در آن موضع، جسم اشتعال‌زا باشد، شروع به سوختن می‌کند. بعدها کریستیان هویگنس و ماکسول نیز این نظریه را بازگو کردند.
کمال‌الدین فارسی علامه‌ای است که برای نخستین بار در اثبات تئوری‌های خویش، از اصول و نظریه‌های هندسه در فیزیک نور بهره برد. این عمل در آن وقت بسیار نو بود و در فعالیت‌های پژوهشی ارزش فراوانی داشت. همچنین کمال‌الدین فارسی، ابداع‌کننده تاریک خانه و تاباندن نور از روزنه و منفذ بود که در ۲۷۰ سال بعد از آن، رنه دکارت دانشمند اهل فرانسه آن را دوباره انجام داد.
کمال‌الدین فارسی نخستین دانشمندی بود که تئوری خطای چشم را توضیح داد و برای حل این موضوع، استفاده از عدسی‌های گوناگون را ارائه کرد. این تئوری جالب و بی‌نظیر باعث شد که پس از آن در سده نوزده میلادی در قواعد عکاسی و ساخت تلسکوپ‌ها و میکروسکوپ‌ها از عدسی‌ها استفاده شود.

## آثار
- رساله تذکره الحباب فی بیان التحاب

این کتاب مهم‌ترین اثری است که در دوران طلایی اسلام دربارهٔ نظریه اعداد نوشته شده‌است.
- تنقیح المناظر لذوی الابصار والبصائر

این کتاب خلاصه و تنقیح المناظر ابن هيثم است
متن این اثر به زبان عربی است و همچنان به زبان دیگری ترجمه نشده‌ است.
- رساله بحث در زاویه

این کتاب در مورد زاویه و ریاضیات است.
- اساس القواعد فی اصول الفوائد

از این اثر پنج نسخه خطی در شهر استانبول موجود است. یک نسخه خطی نیز در کتابخانه آستان قدس رضوی می‌باشد.